# Distrazione osteogenetica
La distrazione osteogenetica è una tecnica per lo sviluppo di parti anatomiche come gli arti e i tessuti molli a essi collegati.

## Tecniche
Ci sono due modi per poter allungare gli arti, intervento utile per le persone affette da acondroplasia, grazie a quali possono raggiungere un'altezza significativa per avere indipendenza nella vita.
Un primo metodo di allungamento si ottiene con il fissatore esterno di Ilizarov che è stato inventato e perfezionato in Russia da Gavril Abramovich Ilizarov tra il 1951 e il 1992. Questo tipo di fissatore è una sorta di gabbia metallica che imprigiona l'arto da curare e rende estremamente stabile la frattura ossea mediante viti, fili transossei e anelli metallici collegati tra loro mediante aste filettate.
Un secondo metodo è il fissatore assiale dinamico progettato da Giovanni De Bastiani. Si tratta di una sbarra alla quale sono collegati due morsetti, collegati a loro volta mediante viti alle ossa, che attraverso un distrattore si allontanano e permettono ai due monconi di osso di spostarsi e allungare così la gamba.

### Chirurgia Maxillo-Facciale
Nel 2000 Pier Francesco Nocini ha eseguito la prima distrazione osteogenetica verticale su un lembo rivascolarizzato di fibula utilizzato per una ricostruzione mandibolare postraumatica. Andando quindi ad adattare i concetti ortopedici nel distretto della Chirurgia maxillo-facciale per interventi di ricostruzione.